# 1.ª Flota (Japón)
La 1.ª Flota (第一艦隊 Dai-ichi Kantai?) fue una flota de la Armada Imperial Japonesa que sirvió en diferentes conflictos. Estaba compuesta por las unidades más modernas y armadas de la flota, principalmente acorazados.

## Historia
La 1.ª Flota se creó el 28 de diciembre de 1903 durante la Guerra Ruso-Japonesa. Fue creada a partir de la Flota Permanente (o Flota de Preparación).
Previamente la 1.ª Flota se fusionó con la 2.ª Flota para la batalla de Tsushima, surgiendo de esta manera la Flota Combinada. En dicha batalla, la flota japonesa consiguió una decisiva victoria, que posteriormente tendría su propia doctrina: kantai kessen.